# Rohozná u Poličky
Rohozná (deutsch Rohosna) ist eine Gemeinde in Tschechien. Sie liegt zwölf Kilometer südwestlich von Svitavy und gehört zum Okres Svitavy.

## Geographie

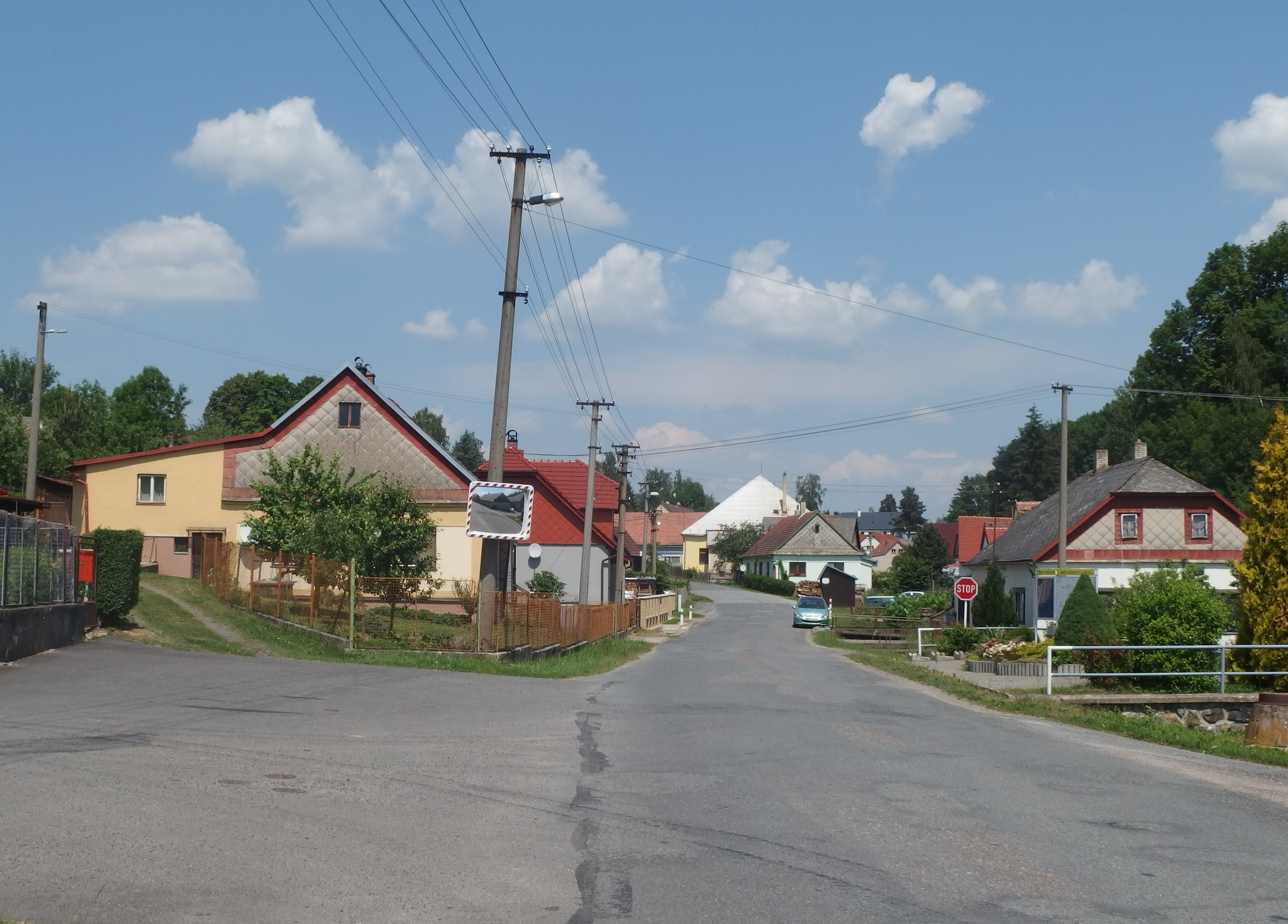
Rohozná

Rohozná erstreckt sich am Oberlauf des Rohozenský potok in der Böhmisch-Mährischen Höhe. Östlich erhebt sich der Hügel Draha (647 m).
Nachbarorte sind Radiměř im Norden, Banín und Lavičné im Osten, Vítějeves und Starý Svojanov im Südosten, Manova Lhota, Korýtka und Svojanov im Süden, Hamry im Südwesten, Čtyří Dvory und Dolní Jedlová im Westen sowie Stašov im Nordwesten.

## Geschichte
Rohozná wurde wahrscheinlich in der zweiten Hälfte des 13. Jahrhunderts gegründet, nachdem entlang des Strenitzer Steigs zunächst Hlásnice und Starý Svojanov entstanden waren und danach die Seitentäler besiedelt wurden. Der Ort war ein Besitztum der Burg Svojanov. Der Name des Ortes stammt vom alttschechischen Wort rogoz (Schilfrohr) und kommt im Slawischen in dieser oder ähnlicher Form öfters vor. Gesichert ist die Existenz des Dorfes seit 1349.
Bis ins 18. Jahrhundert war die Gegend stark bewaldet und erst nachdem 1809 Emanuel Freiherr von Bartenstein die Herrschaft Swojanow von den Grafen Desfours-Walderode erworben hatte, begann eine stärkere Besiedlung. Bartenstein ließ das kleine Dorf, das bis dahin nur am Fuße des Draha lag, nach Norden erweitern, und deutsche Siedler aus Bayern und Sachsen gründeten die Ortslagen Familie und Neu Rohozna, das spätere Stubenberg. Dadurch wuchs Rohozná zum größten Dorf des Bezirkes Polička an. 1921 lebten in den 308 Häusern von Rohozná 2054 Menschen. Nach dem Münchner Abkommen wurde Stubenberg von Rohozná abgetrennt und zum Ortsteil von Bohnau im deutschen Landkreis Zwittau. Durch das Dorf verlief die Grenze zwischen dem Deutschen Reich und dem Protektorat Böhmen und Mähren. Rohozná war in dieser Zeit übervölkert, da sich aus den deutschen Gebieten vertriebene Tschechen ansiedelten. 1945 bestand das Dorf aus 380 Wohnhäusern und hatte 2560 Einwohner. Nach der Vertreibung der Deutschen sank die Zahl der Bewohner noch im Jahre 1945 auf 1170, da viele der Einwohner in die umliegenden Dörfer und nach Svitavy in die zuvor den Deutschen gehörenden Häuser zogen. Im Jahre 2001 hatte Rohozná 721 Einwohner.

## Gemeindegliederung
Die Gemeinde Rohozná besteht aus den Ortsteilen Manova Lhota (Mans-Lhota) und Rohozná (Rohosna) sowie der Ortslage Nová Rohozná (Stubenberg).

## Sehenswürdigkeiten
- Kirche des Hl. Erasmus aus dem 14. Jahrhundert, im 19. Jahrhundert erweitert
- Hölzerner Glockenturm in Nová Rohozná

## Söhne und Töchter der Gemeinde
- Bohuslav Březovský (1912–1976), tschechischer Schauspieler
- Johann Staud (1882–1939), österreichischer Politiker